# Stadt- und Landwacht
Stadt- und Landwacht var en beredskapspolisorganisation i Nazityskland med status som Hilfspolizei.

## Historik
I början av 1942 upprättades Landwacht på landsbygden (Himmlers dekret av den 17 januari 1942). Uppgiften var att biträda gendarmeriet med övervakning av tvångsarbetare och vid efterspaning av förrymda krigsfångar. På landet rekryterades både partimedlemmar och vanliga medborgare till organisationen. I städerna upprättades Stadtwacht vid årsskiftet 1942/1943 (Himmlers dekret av den 9 november 1942) och bestod huvudsakligen av medlemmar i nazistpartiet. "Stadt- und Landwacht" upplöstes i januari 1945 när dess uppgifter övertogs av folkstormen.

## Personal
Beredskapspoliserna var män som inte var inkallade till Wehrmacht. Det civila arbetet skulle skötas och tjänstgöringsplikten i "Stadt- und Landwacht" uppfyllas. Ingen särskild uniformering föreskrevs, men en åtta centimeters vit armbindel med svart tryck: "Landwacht" skulle bäras. Ingen annan utrustning utlämnades, utan privata vapen och privat ammunition skulle användas. Beredskapspoliserna måste vara ständigt nåbar och omgående insatsberedd.
"Stadtwacht" bar en armbindel med texten: "Stadtwacht im Dienste der Polizei". Beredskapspoliserna måste vara politiskt pålitliga och ha ett militäriskt uppträdande. I sin tjänstgöring var de underställda SS- och polisens disciplinstraffordning.
SA-hemvärnet, SA-Alarm-Sondereinheiten, ställdes vid behov till "Stadt- und Landwachts" förfogande, utan att dess enskilda medlemmar behövde inkallas som tjänsteppliktiga. Vid sådana förfogandeställanden lydde även SA-personalen under SS- och polisens disciplinstraffordning. 1944 genomfördes ett ömsesidigt tjänstgöringsutbyte rum mellan å ena sidan "Stadt- und Landwacht" och å andra sidan "Flakwehrmänner" - de från militärtjänsten frikallade och överåriga tjänstemän och arbetare som vid sidan av sitt ordinarie arbete bemannade luftvärnsbatterier i hemorten - så att "Stadt- und Landwacht" vid behov kunde få förstärning av hemortsluftvärnet, medan detta i sin tur vid behov kunde förstärkas med beredeskapspolisen.

### Tjänstgöringsgrader
Följande grader fördes i Landwacht: 
- Landwachtmann
- Landwachtpostenführer
- Landwachtzugführer